# Банда Сергея Орлова
Банда Сергея Орлова — преступная группировка, действовавшая в 2000—2002 годах в Томской, Новосибирской областях и Красноярском крае. Одна из самых жестоких банд в истории Сибири.
В основном бандиты действовали по одному и тому же принципу: выступая в роли пассажиров, убивали и грабили таксистов-частников, подрабатывающих извозом, после чего продавали автомобиль убитого в автосервисе. Всего банда была ответственна за 20 убийств.

## Главарь банды
Сергей Орлов родился в 1978 году в Тбилиси (Грузинская ССР, СССР). В начале 1990–х его семья переехала в Томск. Проходя армейскую службу в воздушно-десантных войсках, Орлов совершил попытку убийства другого солдата. Орлов ударил его штык-ножом, но тот выжил благодаря бронежилету. Орлову удалось избежать наказание.
Первое убийство Орлов совершил 16 августа 1999 года. Вместе со своим приятелем Николаем Федоровым он убил хозяйку квартиры, у которой снимал комнату, после чего убийцы сымитировали несчастный случай — падение с лестницы. Убитая ими женщина при жизни злоупотребляла алкоголем, поэтому обстоятельства её смерти странными никому не показались.
На следующий день после убийства Орлов попытался продать квартиру женщины. Однако у жертвы остался несовершеннолетний сын, содержавшийся в детском доме, и органы опеки успели вмешаться в сомнительную сделку.

## Преступления банды
В мае 2000 года Орлов вместе с уже другим напарником Дмитрием Шишко спланировали ограбление склада обувной фабрики. Вскрыть двери отдельных помещений на охраняемой территории им не удалось. Тогда Орлов и Шишко напали на сторожа. Бандиты связали мужчину и начали избивать его бейсбольной битой, стараясь наносить удары преимущественно по голове. От полученных телесных повреждений сторож скончался на месте. Орлов и Шишко рассчитывали украсть со склада кожу, однако сырья там не оказалось. Они попытались угнать с территории какой-нибудь автомобиль, но не смогли открыть запертые машины.
Следующее преступление Орлов совершил при участии Александра Замятина. Орлов пригласил знакомого работника пункта приема лома цветных металлов на пикник, где бандиты убили его. После этого Орлов  пришёл на пункта приема и похитил имевшиеся там деньги.
Орлов и Замятин познакомились с владельцем кустарного автосервиса Павлом Кузюром, который сказал бандитам, что он готов покупать любые запчасти для отечественных автомобилей, причем их происхождение его не интересовало. Орлов разработал план притворяться пассажирами и убивать таксистов-частников. В банду Орлова, кроме Замятина, его подруги Ольги Сафоновой, Кузюра, Федорова и Шишко впоследствии вошли Дмитрий Усов и ещё один владелец автосервиса Николай Веснин. В отличие от Кузюра, его интересовали только иномарки.
Большинство убийств банда Орлова совершала по одной схеме. Орлов и ещё один бандит выбирали понравившуюся им машину и просили водителя подвезти их за город, туда, где они заранее выкопали могилу. В дороге Орлов убивал водителя выстрелом в голову. Бандиты забирали у жертвы деньги, золотые изделия, а труп закапывали. Иногда сообщником Орлова был Замятин, иногда его подруга Сафонова, которая сама выразила желание помогать убийце. Угнанные автомобили убийцы продавали Кузюру и Веснину.
В мае и июне 2001 года в Томске бандиты убили двоих водителей, подрабатывающих частным извозом. 2 декабря Орлов и Замятин совершили двойное убийство. Вечером они проникли на одну из томских автостоянок и  застрелили из обреза сторожа, а затем и владельца припаркованной на автостоянке иномарки Toyota Corolla. После убийства бандиты некоторое время находились на стоянке, выдавая себя за недавно принятых на работу сторожей и обслужив несколько автомобилей.
Однако сбыть машину бандитам не удалось. Веснин, узнав, что похищенный автомобиль принадлежал уважаемому предпринимателю, а ещё из-за того, что весь багажник иномарки был перепачкан кровью (бандиты несколько дней возили в нём трупы сторожа и бизнесмена) отказался покупать машину. Бандиты сняли с автомобиля государственный номер и бросили иномарку в одном из дворов.
Вскоре участники банды нашли автомобиль того же цвета, года выпуска и той же модели, что и автомобиль убитого ими бизнесмена. Они убили владельца машины — сотрудника милиции, подрабатывающего частным извозом — и похитили иномарку, которую затем продали Веснину.
Тем же летом Орлов и Замятин отдыхали в Сочи. Когда у них закончились деньги, они убили и ограбили таксиста-частника. После этого, из соображений конспирации, они решили совершать преступления не в Томске, а других регионах и городах.
Бандиты убили четверых автовладельцев в Новосибирске. Ещё четверых водителей они убили в Красноярске. После последнего убийства в марте 2002 года Орлов на угнанной машине был задержан сотрудниками ГАИ за вождение в нетрезвом виде и отправлен в вытрезвитель, откуда на следующий день он был выпущен. Однако впоследствии красноярские милиционеры установили, что автомобиль, на котором ехал Орлов, принадлежал пропавшему без вести водителю, о чём они и сообщили своим томским коллегам, и те начали розыск Сергея Орлова.
Угнанные автомобили бандиты перегоняли в Томск, разбирали и продавали. Те части автомобилей, которые у них не покупали, уничтожали Федоров, Шишко и Усов. В Томске Орлов, при участии Сафоновой, убил ещё одного водителя и угнал его автомобиль, который он затем спрятал в гараж своего приятеля.
Всего Орлов и члены его банды совершили 20 убийств.

## Арест, следствие и суд
Выйти на след преступников оперативникам долго не удавалось. В поисках угнанных машин сотрудники милиции вышли сначала на Кузюра, а затем на Веснина. Установив за ними слежку, милиционеры выяснили, что оба иногда приходят в один дом, где, как впоследствии выяснилось, Орлов снимал квартиру. Орлов и Сафонова были задержаны в этой квартире после своего последнего убийства, при этом милиционеры обнаружили у них нож и окровавленную одежду. Орлов признался в убийстве, а вскоре стал давать признательные показания по всем остальным преступлениям, при этом выдав остальных участников банды. Кузюр, Веснин, Замятин, Усов и Шишко были задержаны. Через какое-то время был задержан и Федоров.
В квартирах, где жили бандиты, сотрудники уголовного розыска нашли краденые вещи. В ходе следствия участники банды сознались в совершенных преступлениях. Их показания были подтверждены следственными экспериментами. Всем арестованным участникам банды прокуратура предъявила обвинение в разбоях, бандитизме, незаконном приобретении и хранении оружия.
В суде Орлов от всех своих прежних признательных показаний отказался. В августе 2006 года присяжные вынесли обвинительный вердикт восьми участникам банды Сергея Орлова. В декабре того же года они были приговорены судом к различным срокам наказания — от 6 до 18 лет лишения свободы. Главарь банды Сергей Орлов был приговорен к пожизненному лишению свободы в колонии особого режима, а его «правая рука» Замятин — к 25 годам тюремного заключения. Впоследствии Верховный суд РФ снизил срок одному участнику банды  из-за того, что тот на момент совершения преступления не достиг совершеннолетнего возраста. Всем остальным бандитам оставили приговор без изменения.